# Rashid Mansaray
Rashid Mansaray († November 1992 zwischen Koindu und Kailahun) war, neben Foday Sankoh und Abu Kanu, Gründungsmitglied der Rebellenorganisation Revolutionary United Front (RUF) in Sierra Leone. Mansaray war damit maßgeblich an dem Ausbruch des Bürgerkrieg in Sierra Leone beteiligt.
Mansaray durchlief ein paramilitärisches Training in Libyen, bei dem er mit der National Patriotic Front of Liberia (NPFL), des Rebellenführers und späteren liberianischen Präsidenten Charles Taylor, in Berührung kam. Mansaray sprach sich als Intellektueller gegen einige Methoden der RUF, darunter die Rekrutierung von Kindersoldaten aus. Mansaray war ab 1991 für die Führung der Sondereinsatzkräfte verantwortlich, die vor allem aus Mitgliedern der NPFL bestanden. Die Sondereinsatzkräfte wurden 1993 aufgelöst.
Mansaray wurde im November 1992, wenige Monate nach Abu Kanu, wegen „technischer Sabotage“ von der RUF hingerichtet. Zuvor war er in einem Schnellverfahren zum Tode verurteilt worden. Hintergrund sollen interne Machtkämpfe zwischen Sankoh und den beiden gewesen sein.